# Gobernador de Montserrat
La Gobernadora de Montserrat es la representante del monarca británico en el territorio de ultramar británico de Montserrat. El gobernador es nombrado por el monarca, el cual está asesorado por el gobierno británico. El papel principal del Gobernador es nombrar al Ministro Jefe.
Sarah Tucker es la actual titular del cargo desde 2022.
El gobernador tiene su propia bandera en Montserrat, la bandera de la Unión desfigurada con el escudo de armas del territorio. La residencia oficial del gobernador es la Casa de Gobierno, ubicada en Woodlands.

## Historia
En 2003, una petición firmada por 200 personas en Montserrat, instó al gobierno británico a despedir al gobernador residente, en ese momento, Tony Longrigg, declarando que sus políticas estaban arruinando la economía del territorio. Longrigg había impedido que los propietarios de villas regresaran a ciertas áreas del territorio amenazadas por la erupción volcánica, decisión que tomó basándose en el asesoramiento científico proporcionado por el director del Observatorio del Volcán de Montserrat (MVO) y el Comité Científico Asesor.

## Gobernadores de Montserrat
- Willoughby Harry Thompson (1971–1974)
- Norman Derek Matthews (1974–1976)
- Gwilym Wyn Jones (1977–1980)
- David Kenneth Hay Dale (1980–1984)
- Arthur Christopher Watson (1985–1987)
- Christopher J. Turner (1987–1990)
- David G. P. Taylor (1990–1993)
- Frank Savage (1993–1997)
- Tony Abbott (1997–2001)
- Howard A. Fergus (2001; interino, 1º vez)
- Tony Longrigg (11 de abril de 2001 - 2 de abril de 2004)
- Sir Howard A. Fergus (2004; interino, 2º vez)
- Deborah Barnes Jones (10 de mayo de 2004 - 6 de julio de 2007)
- John Skerritt (6 de julio de 2007 - 13 de julio de 2007; interino)
- Sir Howard A. Fergus (13 de julio de 2007 - 27 de julio de 2007; interino, 3º vez)
- Peter Waterworth (27 de julio de 2007 - 3 de marzo de 2011)
- Sarita Francis (3 de marzo de 2011 - 8 de abril de 2011; interino)
- Adrian Davis (8 de abril de 2011 - 8 de julio de 2015)
- Alric Taylor (8 de julio de 2015 - 5 de agosto de 2015; interino)
- Elizabeth Carriere (5 de agosto de 2015 - 2 de enero de 2018)
- Lyndell Simpson (2 de enero de 2018 - 1 de febrero de 2018; interino)
- Andrew Pearce (1 de febrero de 2018 - presente)